# Chai Romruen
Chai Romruen (* 8. Februar 1989 in Ko Samui, Thailand als Surachai Romruen), auch bekannt als Chai Hansen, ist ein australischer Schauspieler.

## Leben
Chai Romruen wurde im Februar 1989 als Sohn des Thailänder Superut Romruen und der Australierin Sandra Hansen in Ko Samui geboren. Im Alter von sieben Jahren wanderte er mit seiner Mutter und seiner Schwester Sarah nach Australien aus. Er entdeckte seine Leidenschaft für den Dreisprung und gewann mehrere Medaillen. 2007 begegnete er dem Tänzer Travers Ross, der sein Potenzial und Leidenschaft für den Tanz entdeckte. Ross wurde sein Mentor. Nach drei Jahren Training erhielt Romruen ein Stipendium an der Davidia Lind Dance Centre. Nach seinem Abschluss im Jahr 2011 wurde er für die Straßenshow Beat The Streets engagiert.
Sein Schauspieldebüt gab er 2012 in dem Spielfilm Dead Moon Circus in der Rolle des Sean McComb. Auch in dessen Fortsetzung Dead Moon Circus 2 war er 2013 zu sehen. Im Spin-off von H2O Plötzlich Meerjungfrau, Mako – Einfach Meerjungfrau, hatte er von 2013 bis 2016 die männliche Hauptrolle des Meermannes Zac Blakely inne.
Romruen war außerdem in verschiedenen Musikvideos und Werbespots zu sehen.
Für eine bessere internationale Vermarktung wechselte er seinen Nachnamen von Romruen auf Hansen. Er ergatterte eine Nebenrolle als Ilian in der vierten Staffel von der The-CW-Fernsehserie The 100. Seit 2018 ist er der Affenkönig in der australischen Miniserie Die Reise nach Westen. Im selben Jahr übernahm er die Nebenrolle des Jordan Kyle in der Fantasyserie Shadowhunters.

## Filmografie

### Filme
- 2012: Dead Moon Circus
- 2013: Dead Moon Circus Part 2
- 2018: Thicker Than Water
- 2022: Christmas Ransom

### Fernsehserien
- 2013–2016: Mako – Einfach Meerjungfrau (Mako: Island of Secrets, 68 Episoden)
- 2017: The 100 (7 Episoden)
- 2018–2019: Shadowhunters: The Mortal Instruments (11 Episoden)
- 2018–2020: Die Reise nach Westen (The New Legends of Monkey, 20 Episoden)
- seit 2021: Die Newsreader (The Newsreader)
- 2022: Night Sky (8 Episoden)
- 2024: Population: 11 (6 Episoden)
- 2024: We Were Tomorrow (6 Episoden)
- 2025: Apple Cider Vinegar (6 Episoden)

## Auszeichnungen
| Preisverleihung                                                    | Kategorie                                                       | Resultat  | Datum |
| ------------------------------------------------------------------ | --------------------------------------------------------------- | --------- | ----- |
| Maverick Movie Award als Teil des Ensembles von Thicker Than Water | Best Ensemble Performance - Feature                             | Nominiert | 2018  |
| The Equity Award als Teil des Ensembles von Die Newsreader         | Outstanding Performance by an Ensemble Series in a Drama Series | Gewonnen  | 2022  |